# 芒错
芒错（藏語：མང་མཚོ，威利转写：mang mtsho，THL：Mang Tso），位于中国西藏自治区阿里地区日土县境内，地处日土县北部，北临龙木错。湖面海拔5020米，面积12.4平方公里。湖水主要靠地下水补给，集水区面积369.6平方公里。湖水中富含钾资源。